# Ceracis minutus
Ceracis minutus är en skalbaggsart som beskrevs av Dury 1917. Ceracis minutus ingår i släktet Ceracis och familjen trädsvampborrare. Inga underarter finns listade i Catalogue of Life.